# ترابری ریلی در ایالات متحده آمریکا
ترابری ریلی در ایالات متحده عمدتاً شامل محموله‌های باری است و یک شبکه بسیار جامع از راه‌آهن‌های حمل بار خصوصی با اندازه ریل استاندارد دارد که به کانادا و مکزیک گسترش می‌یابد. خدمات مسافری عمدتا ترابری انبوه و  راه‌آهن آمدوشدی در شهرهای بزرگ است. خدمات مسافرتی بین شهری، که زمانی بخشی از حیات و شبکه حیاتی مسافران کشور بود، در مقایسه با الگوی ترابری در بسیاری از کشورهای دیگر، نقش محدودی دارد. ایالات متحده دارای بزرگترین اندازه شبکه ترابری ریلی از هر کشور در جهان است.

## راه‌آهن باری
راه‌آهن‌های باری به ویژه برای جابجایی واردات و صادرات با استفاده از کانتینرها و محموله‌های زغال سنگ و نفت نقش مهمی در اقتصاد ایالات متحده دارند. طبق نوشته مجله خبری بریتانیایی اکونومیست ، «آنها در این صنعت به عنوان بهترین در جهان شناخته شده‌اند.» بهره‌وری بین سالهای ۱۹۸۱ و ۲۰۰۰ ۱۷۲٪ افزایش یافته‌است، در حالی که نرخها ۵۵٪ کاهش یافته‌است (پس از محاسبه تورم). سهم ریلی از بازار بار آمریکا به ۴۳ درصد افزایش یافت که بالاترین میزان بین همه کشورهای ثروتمند است.

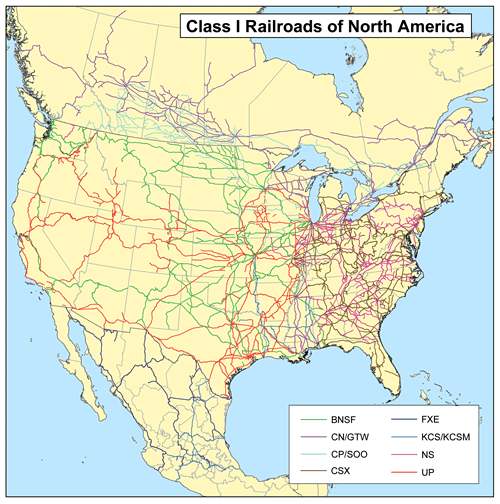
نقشه سال ۲۰۰۶ راه‌آهن کلاس I آمریکای شمالی

## راه‌آهن مسافری

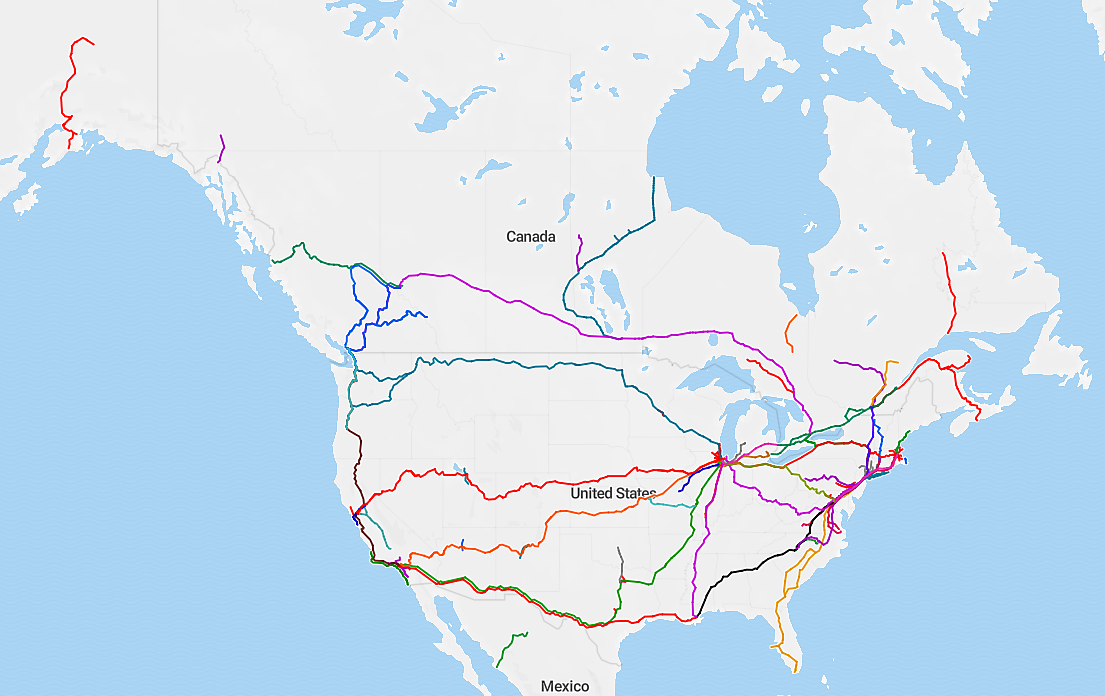
قطارهای مسافری در آمریکای شمالی (interactive map)

### ریل پرسرعت

نقشه ای که خطوط مسافری را در ایالات متحده نشان می‌دهد. بخش پر سرعت با زرد نشان داده شده‌است.

در حال حاضر فقط یک خط ریلی پرسرعت در ایالات متحده فعال است، آسلا اکسپرس امترک بین واشینگتن دی سی و بوستون. در حال حاضر حداکثر سرعت آن ۱۵۰ مایل بر ساعت (۲۴۰ کیلومتر بر ساعت) است، و تنها در برخی از بخشهایش بین بوستون و پراویدنس، رودآیلند، به زودی پس از شروع استفاده از قطارهای جدید اولیا لیبرتی، به ۱۶۰ مایل بر ساعت (۲۶۰ کیلومتر بر ساعت) و در نهایت به ۱۸۶ مایل بر ساعت (۲۹۹ کیلومتر بر ساعت) در برخی از بخشها خواهد رسید. ایالت کالیفرنیا در حال ساخت سیستم پرسرعت مخصوص خود است، راه‌آهن سریع‌السیر کالیفرنیا در برخی جاها به سرعت ۲۲۰ مایل بر ساعت (۳۵۰ کیلومتر بر ساعت) خواهد رسید. اولین بخش در دره مرکزی قرار است حدود سال ۲۰۲۷ افتتاح شود.

## پیوند ریلی با کشورهای همسایه
- کانادا – بله– اندازه ریل مشابه 4 ft 8 1⁄2 in (۱٬۴۳۵ mm) (از طریق آلاسکا ندارد)
- مکزیک– بله– اندازه ریل مشابه 4 ft 8 1⁄2 in (۱٬۴۳۵ mm)